# Futbalový Klub Železiarne Podbrezová
Il FK Železiarne Podbrezová o, più semplicemente, Podbrezová, è una società calcistica slovacca con sede nella città di Podbrezová. Milita in Superliga, massima serie del campionato slovacco di calcio.

## Storia
Il club è stato fondato nel 1920 come ‘’RTJ Podbrezová’’. Il club è particolarmente famoso per il suo settore giovanile che ha prodotto molti talenti slovacchi, tra cui Juraj Kucka, Michal Breznaník, Róbert Pich, Peter Štyvar e Marek Bažík. Il club ha collaborato con l’Inter per 6 anni (dal 2002 al 2008), in un progetto sociale chiamato ‘’Inter Campus’’. Tra i principali successi nella storia del club figurano: il secondo posto nella prima divisione nella stagione 2007/2008 e la semifinale della Coppa slovacca nella stagione 2001/2002.

### Esordio in massima serie
Nel 2013-2014, il club è stato promosso alla massima serie del calcio slovacco per la prima volta nella sua storia. Il successo è nato sotto la guida dell'allenatore Jaroslav Kentoš, mentre giocatori chiave per la promozione sono stati Vratislav Greško, Blažej Vaščák, Jozef Hanák e Michal Pančík. La prima stagione viene conclusa con il penultimo posto (11º), valido per la salvezza (comunque 10 punti in più dell’ultimo posto), mentre quella successiva termina con un tranquillo 8º posto. La stagione 2016-17 viene conclusa, invece, con un ottimo 5º posto, a sole due lunghezze dal quarto posto occupato dal Trencin. Il Podbrezova non riesce a ripetersi l’anno seguente, lottando continuamente per non retrocedere.
Dopo numerose variazioni di nome, dal 2017 il club acquisisce la nominazioni di ‘’FK Zeleziarne Podbrezova’’. Sempre dal 2017, la squadra e affiliata alla società turca del Kardemir Karabukspor.

## Fusioni e cambi di denominazione
- 1920 – Fondato come RTJ Podbrezová.[1]
- 1930 – Fuso con il "Tatran Horná Lehota" nell'ŠK Podbrezová.
- 1936 – Rinominato ŠKP Podbrezová.
- 2006 – Fuso con il "Brezno" nel FO ŽP Šport Podbrezová.
- 2017 – Rinominato FK Železiarne Podbrezová.[2]

## Palmarès

### Competizioni nazionali
- 2. Liga (Slovacchia): 2

2013-2014, 2021-2022

### Altri piazzamenti
- Coppa di Slovacchia:

Semifinalista: 2000-2001, 2023-2024

## Organico

### Rosa 2022-2023
Aggiornato al 23 gennaio 2023.
| N. |                               | Ruolo | Calciatore     |
| -- | ----------------------------- | ----- | -------------- |
| 1  | Slovacchia (bandiera)         | P     | Richard Ludha  |
| 3  | Slovacchia (bandiera)         | C     | Filip Mielke   |
| 4  | Slovacchia (bandiera)         | D     | Matej Oravec   |
| 5  | Ghana (bandiera)              | C     | Derrick Bonsu  |
| 7  | Slovacchia (bandiera)         | A     | Daniel Pavúk   |
| 10 | Slovacchia (bandiera)         | C     | Jozef Špyrka   |
| 11 | Slovacchia (bandiera)         | C     | Samuel Ďatko   |
| 12 | Slovacchia (bandiera)         | A     | Adam Horvat    |
| 14 | Slovacchia (bandiera)         | D     | Matej Grešák   |
| 15 | Slovacchia (bandiera)         | C     | René Paraj     |
| 17 | Slovacchia (bandiera)         | C     | Damián Bariš   |
| 18 | Slovacchia (bandiera)         | D     | Nicolas Šikula |
| 19 | Macedonia del Nord (bandiera) | C     | Martin Talakov |
| 20 | Slovacchia (bandiera)         | D     | Peter Kováčik  |

| N. |                       | Ruolo | Calciatore          |
| -- | --------------------- | ----- | ------------------- |
| 21 | Slovacchia (bandiera) | D     | Boris Godál         |
| 22 | Slovacchia (bandiera) | D     | Alex Molčan         |
| 23 | Slovacchia (bandiera) | C     | Mikuláš Bakaľa      |
| 24 | Serbia (bandiera)     | C     | Mirsad Miraljemović |
| 28 | Slovacchia (bandiera) | P     | Adam Danko          |
| 29 | Slovacchia (bandiera) | A     | Marek Kuzma         |
| 30 | Slovacchia (bandiera) | A     | Andy Masaryk        |
| 32 | Slovacchia (bandiera) | C     | Martin Ľupták       |
| 33 | Slovacchia (bandiera) | C     | Vladimír Kukoľ      |
| 39 | Slovacchia (bandiera) | D     | Marek Bartoš        |
| 92 | Slovacchia (bandiera) | C     | Marcel Vasil        |
|    | Rep. Ceca (bandiera)  | P     | Matěj Luksch        |
|    | Slovacchia (bandiera) | C     | Patrik Blahút       |
|    | Montenegro (bandiera) | A     | Bogdan Veljić       |

### Calciatori in rosa
Aggiornato al 14 agosto 2020
| N. |                       | Ruolo | Calciatore       |
| -- | --------------------- | ----- | ---------------- |
| 1  | Slovacchia (bandiera) | P     | Richard Ludha    |
| 5  | Slovacchia (bandiera) | D     | Peter Kováčik    |
| 6  | Slovacchia (bandiera) | C     | Michal Breznaník |
| 7  | Slovacchia (bandiera) | C     | Samuel Ďatko     |
| 8  | Slovacchia (bandiera) | C     | Erik Grendel     |
| 9  | Spagna (bandiera)     | A     | Enzo Arevalo     |
| 10 | Slovacchia (bandiera) | C     | Jozef Špyrka     |
| 11 | Slovacchia (bandiera) | A     | Daniel Pavúk     |
| 15 | Slovacchia (bandiera) | D     | René Paraj       |
| 17 | Slovacchia (bandiera) | C     | Patrik Krčula    |
| 18 | Rep. Ceca (bandiera)  | D     | Adam Pajer       |

| N. |                       | Ruolo | Calciatore        |
| -- | --------------------- | ----- | ----------------- |
| 19 | Slovacchia (bandiera) | D     | Juraj Chvátal     |
| 22 | Slovacchia (bandiera) | C     | Filip Szetei      |
| 23 | Slovacchia (bandiera) | C     | Mikuláš Bakaľa    |
| 24 | Slovacchia (bandiera) | A     | Roland Gerebenits |
| 26 | Slovacchia (bandiera) | A     | Erik Micovčák     |
| 29 | Slovacchia (bandiera) | C     | Martin Pribula    |
| 30 | Slovacchia (bandiera) | C     | Roland Galčík     |
| 31 | Slovacchia (bandiera) | P     | Filip Dlubáč      |
| 33 | Slovacchia (bandiera) | C     | Vladimír Kukoľ    |
| 39 | Slovacchia (bandiera) | D     | Marek Bartoš      |
| 41 | Slovacchia (bandiera) | P     | Ivan Rehák        |

### Rosa 2015-2016
| N. |                       | Ruolo | Calciatore                  |
| -- | --------------------- | ----- | --------------------------- |
| 1  | Slovacchia (bandiera) | P     | Ján Ďurčo                   |
| 2  | Slovacchia (bandiera) | C     | Miroslav Viazanko           |
| 3  | Slovacchia (bandiera) | C     | Peter Gál-Andrezly          |
| 4  | Slovacchia (bandiera) | C     | Tomáš Galo                  |
| 5  | Slovacchia (bandiera) | D     | Ivan Minčič (vice-capitano) |
| 7  | Slovacchia (bandiera) | D     | Lukáš Migaľa                |
| 8  | Slovacchia (bandiera) | C     | Blažej Vaščák               |
| 9  | Slovacchia (bandiera) | D     | Patrik Vajda                |
| 10 | Serbia (bandiera)     | A     | Alen Melunović              |
| 11 | Slovacchia (bandiera) | C     | Matej Kochan                |
| 12 | Slovacchia (bandiera) | D     | Ľuboš Kupčík                |
| 13 | Brasile (bandiera)    | D     | Bernardo Frizoni            |
| 14 | Slovacchia (bandiera) | C     | Adam Žilák                  |

| N. |                                 | Ruolo | Calciatore        |
| -- | ------------------------------- | ----- | ----------------- |
| 15 | Serbia (bandiera)               | D     | Nikola Andrić     |
| 16 | Slovacchia (bandiera)           | C     | Mário Almaský     |
| 17 | Slovacchia (bandiera)           | C     | Juraj Pančík      |
| 18 | Rep. Ceca (bandiera)            | D     | Jiří Pimpara      |
| 19 | Argentina (bandiera)            | C     | Pablo Podio       |
| 20 | Svizzera (bandiera)             | D     | Stefan Marinković |
| 21 | Slovacchia (bandiera)           | C     | Július Szöke      |
| 22 | Canada (bandiera)               | D     | Milovan Kapor     |
| 23 | Bosnia ed Erzegovina (bandiera) | C     | Mirzad Mehanović  |
| 24 | Slovacchia (bandiera)           | A     | Roman Sabler      |
| 27 | Slovacchia (bandiera)           | P     | Juraj Baláž       |
| 28 | Slovacchia (bandiera)           | P     | Martin Kuciak     |
|    | Slovacchia (bandiera)           | A     | Andrej Rendla     |

### Rosa 2014-2015
| N. |                       | Ruolo | Calciatore             |
| -- | --------------------- | ----- | ---------------------- |
| 1  | Slovacchia (bandiera) | P     | Jozef Hanák (capitano) |
| 2  | Slovacchia (bandiera) | D     | Milan Harvilko         |
| 3  | Slovacchia (bandiera) | C     | Peter Gál-Andrezly     |
| 4  | Slovacchia (bandiera) | C     | Tomáš Galo             |
| 5  | Slovacchia (bandiera) | D     | Ivan Minčič            |
| 6  | Slovacchia (bandiera) | D     | Ján Gajdošík           |
| 7  | Slovacchia (bandiera) | A     | Štefan Gerec           |
| 8  | Slovacchia (bandiera) | C     | Blažej Vaščák          |
| 9  | Argentina (bandiera)  | C     | Pablo Podio            |
| 10 | Serbia (bandiera)     | D     | Nikola Andrić          |
| 11 | Slovacchia (bandiera) | C     | Matej Kochan           |
| 12 | Slovacchia (bandiera) | D     | Ľuboš Kupčík           |

| N. |                       | Ruolo | Calciatore        |
| -- | --------------------- | ----- | ----------------- |
| 13 | Slovacchia (bandiera) | D     | Vratislav Greško  |
| 14 | Slovacchia (bandiera) | C     | Lukáš Kožička     |
| 15 | Slovacchia (bandiera) | C     | Kamil Karaš       |
| 17 | Slovacchia (bandiera) | C     | Juraj Pančík      |
| 19 | Slovacchia (bandiera) | C     | Michal Pančík     |
| 20 | Slovacchia (bandiera) | D     | Ján Nosko         |
| 21 | Slovacchia (bandiera) | D     | Gabriel Snitka    |
| 22 | Slovacchia (bandiera) | C     | Juraj Hovančík    |
| 27 | Slovacchia (bandiera) | P     | Juraj Baláž       |
| 30 | Slovacchia (bandiera) | P     | Andrej Maťašovský |
| 31 | Slovacchia (bandiera) | P     | Patrik Babiák     |